# Дітманнсрід
Дітманнсрід (нім. Dietmannsried) — громада в Німеччині, знаходиться в землі Баварія. Підпорядковується адміністративному округу Швабія. Входить до складу району Оберальгой.
Площа — 53,67 км2. Населення становить 8329 ос. (станом на 31 грудня 2020).